# 圣塞巴斯蒂昂-达瓦尔任阿莱格里
圣塞巴斯蒂昂-达瓦尔任阿莱格里是巴西米纳斯吉拉斯州的一个市镇。总面积73.711平方公里，总人口2743人，人口密度37.2人/平方公里。